# Indiana Bell Building
El Indiana Bell Building es un edificio comercial histórico ubicado en el centro de Evansville, Indiana. Fue diseñado por el estudio de arquitectura Vonnegut, Bohn, & Mueller y construido en 1929 para Indiana Bell. Es un edificio revestido de piedra caliza de estilo art déco de siete pisos.
Fue incluido en el Registro Nacional de Lugares Históricos en 1982.